# Милка Агбаба Црна
Милка Агбаба Црна (Банатско Карађорђево, 24. новембар 1921 — Београд, 5. септембар 1969) била је учесница Народноослободилачке борбе и друштвено-политичка радница СР Србије и САП Војводине.

## Биографија
Рођена је 24. новембра 1921. у Банатском Карађорђеву. Потицала је из сиромашне сељачке породице. Након завршене основне школе, због лошег имовинског стања, није могла да настави даље школовање, па је морала да ради код имућнијих сељака. Касније је завршила кројачки занат.
Након окупације Југославије, за време Другог светског рата, заједно са мајком Мадом, братом  и пет сестара — Наталијом, Даром, Босиљком, Бојаном и Неном, прикључила се Народноослободилачком покрету (НОП) и учествовала у Народноослободилачкој борби (НОБ). Током рата сестре Наталија и Босиљка су погинуле, а мајка Манда је са ћеркама Бојаном и Неном била у логору.
Милка Агбаба је јуна 1941. примљена је у чланство Савеза комунистичке омладине (СКОЈ), а месец дана касније постала је члан Месног комитета СКОЈ и активно радила на организовању Народноослободилачке борбе у Банату. Јануара 1942. примљена је у чланство Комунистичке партије (КПЈ), а од августа 1942. била је члан Среског комитета КПЈ за Банатско Карађорђево. Током лета 1943. именована је за заменика политичког комесара Севернобанатског партизанског одреда Милана Прибићевића Ђокице. Заједно са њим и групом од 60 бораца, успела је да се преко Дунава пребаци на ослобођену територију Срема, који је био средиште ослободилачке борбе у Војводини.
Као искусан партијски радник, крајем 1943. враћена је на партијско-политички рад у Банат, где је била на дужности члана Окружног комитета СКОЈ за северни Банат, а потом и Окружног комитета КПЈ за северни Банат. Делујући као илегалац, под партизанским именом Црна, у веома тешким условима у Банату, у коме је живело бројно немачко становништво, истицала се храброшћу, због чега је стекла велику популарност међу народом. Окупаторске власти, предвођене полицајцем Јурајем Шпилером, непрекидно су трагале за њом, а потрнице са њеним фотографијама биле су излепљене по читавом Банату. Упркос бројним потерама, успевала је да им умакне и остане на слободи до ослобођења.
После рата налазила се на разним друштвено-политичким дужностима у АП Војводини и НР Србији. Била је члан Покрајинског комитета СКОЈ за Војводину и Главног Народноослободилачког одбора Војводине, а од 1948. и члан Покрајинског комитета КПС за Војводину. Активно је деловала као члан Покрајинског одбора Антифашистичког фронта жена Војводине и као председник Савеза друштва пријатеља деце и омладине за Војводину.
Од 1953. била је члан Централног комитета Савеза комуниста Србије. Бирана је и за народног посланика у Народну скупштину АП Војводине, Народну скупштину СР Србије и Савезну народну скупштину.
Преминула је 5. септембра 1969. у Београду, од последица повреда задобијених у саобраћајној незгоди у којој је 27. августа погинуо њен супруг Јожеф Нађ (1921—1969), члан Председништва СКЈ. Сахрањена је у Алеји народних хероја на Новом гробљу у Београду.
Носилац је Партизанске споменице 1941. и других југословенских одликовања, међу којима су — Орден братства и јединства другог реда, Орден за храброст, Орден заслуга за народ трећег реда и др.